# Tennys Sandgren
Tennys Sandgren, född 22 juli 1991 i Gallatin, Tennessee, är en amerikansk tennisspelare. Han har i huvudsak tävlat på ATP Challenger Tour. År 2013 vann han JSM Challenger of Champaign–Urbana.